# Abyssobela
Abyssobela là một chi ốc biển, là động vật thân mềm chân bụng sống ở biển trong họ Conidae.

## Các loài
Các loài thuộc chi Abyssobela bao gồm:
- Abyssobela atoxica Kantor & Sysoev, 1986[2]